# Wilhelm Pütz (Künstler)
Wilhelm Pütz (* 5. Juli 1875 in Köln; † 2. Oktober 1957 in München) war ein deutscher Mosaik- und Glasmalereikünstler, der vor allem in katholischen Kirchen tätig war. Er betrieb eine Werkstatt in München-Solln.

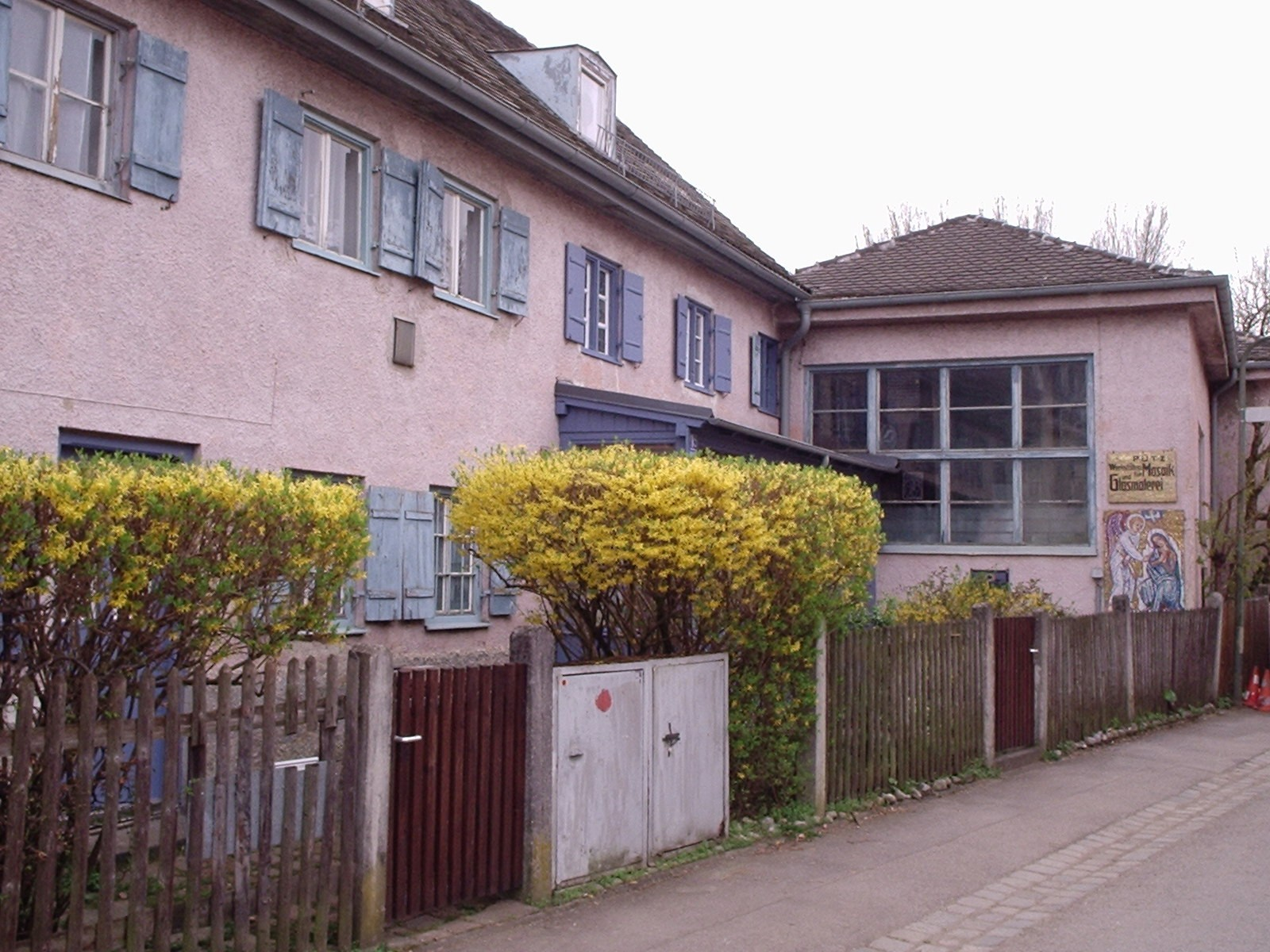
Mosaikwerkstatt Wilhelm Pütz in München-Solln

## Leben

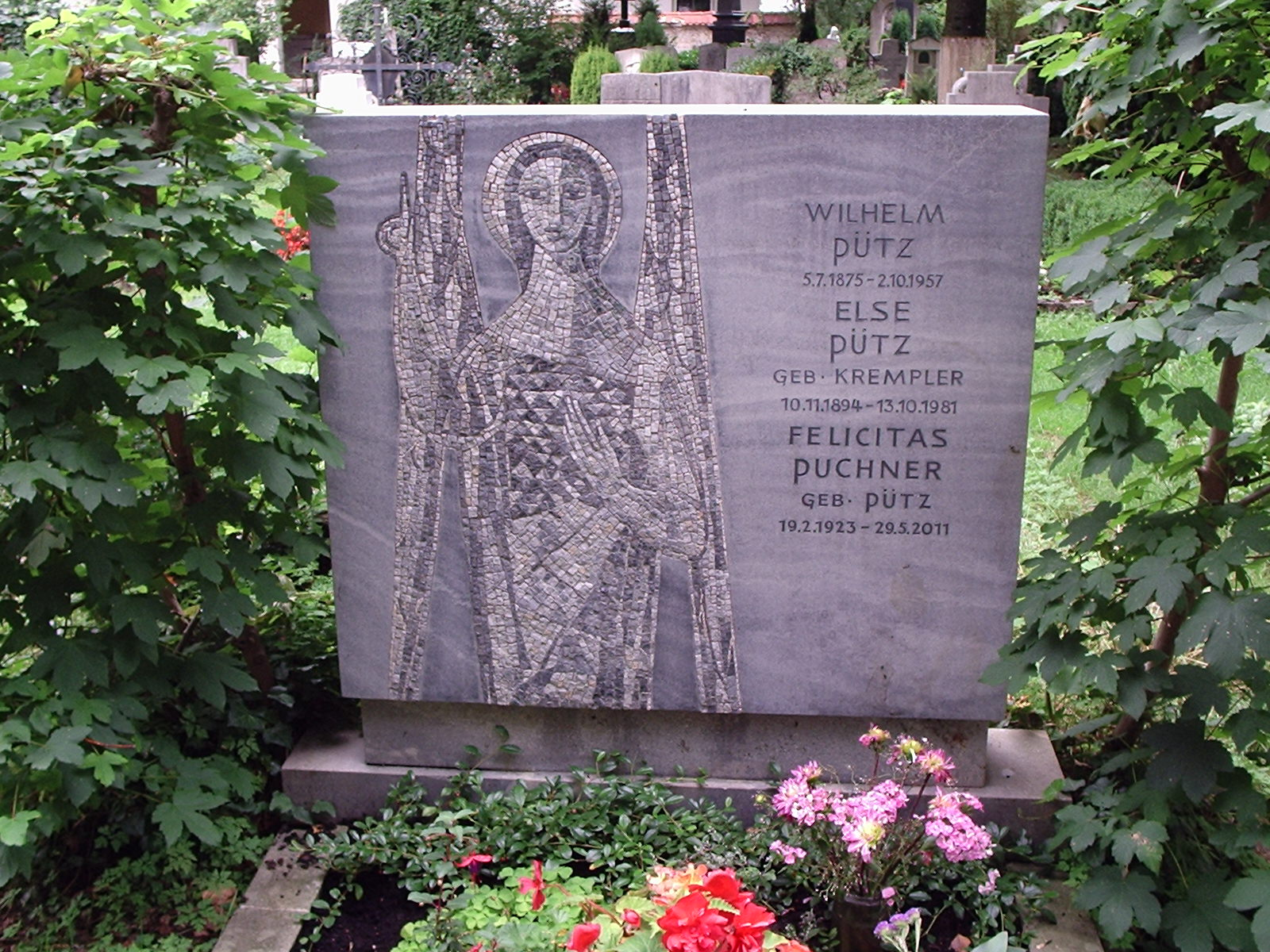
Wilhelm Pütz, Familiengrabstätte auf dem Friedhof Solln. Das Mosaik wurde von Wilhelm Pütz’ Tochter Eva Maria gesetzt.

Wilhelm Pütz studierte an der Kunstschule in Köln und gründete 1900 eine Glasmalereifirma in Köln. 1920 zog er nach Solln, wo er die Königlich Bayerische Mosaik-Hofkunstanstalt von Simon Theodor Rauecker übernahm und unter dem Namen Vereinigte Süddeutsche Werkstätten für Mosaik- und Glasmalerei weiterführte. 1930 verlegte er die Werkstatt an die damalige Schmiedgasse (heute Faustnerweg).
Im Jahr 1940 erhielt er einen besonderen Auftrag von einer Reihe von Saarländern, die zu Beginn des Zweiten Weltkriegs nach Hildburghausen (Thüringen) evakuiert worden waren und dort in der kleinen katholischen Kirche St. Leopold seelsorgerlich betreut wurden. Die saarländischen Katholiken legten vor Ort ein Gelübde ab, einen Kreuzweg für St. Leopold zu stiften, sollten sie wieder glücklich in ihre Heimat zurückkehren können. Dies war Sommer 1940 nach dem  deutschen Eroberung Frankreichs der Fall war. Der Kreuzweg aus Glasmalerei wurde im März 1941 eingeweiht. Bei den in Hildburghausen untergebrachten Saarländern handelte sich vor allem um Katholiken aus den Kreisen Saarbrücken-Land und Saarlautern (heute: Saarlouis). Die konkreten Auftraggeber für den Kreuzweg konnten ebenso wie die entstandenen Kosten nicht eruiert werden.
Nach dem Tod von Wilhelm Pütz führten seine Töchter Felicitas und Eva Maria die Werkstatt weiter.

## Werke (Auswahl)

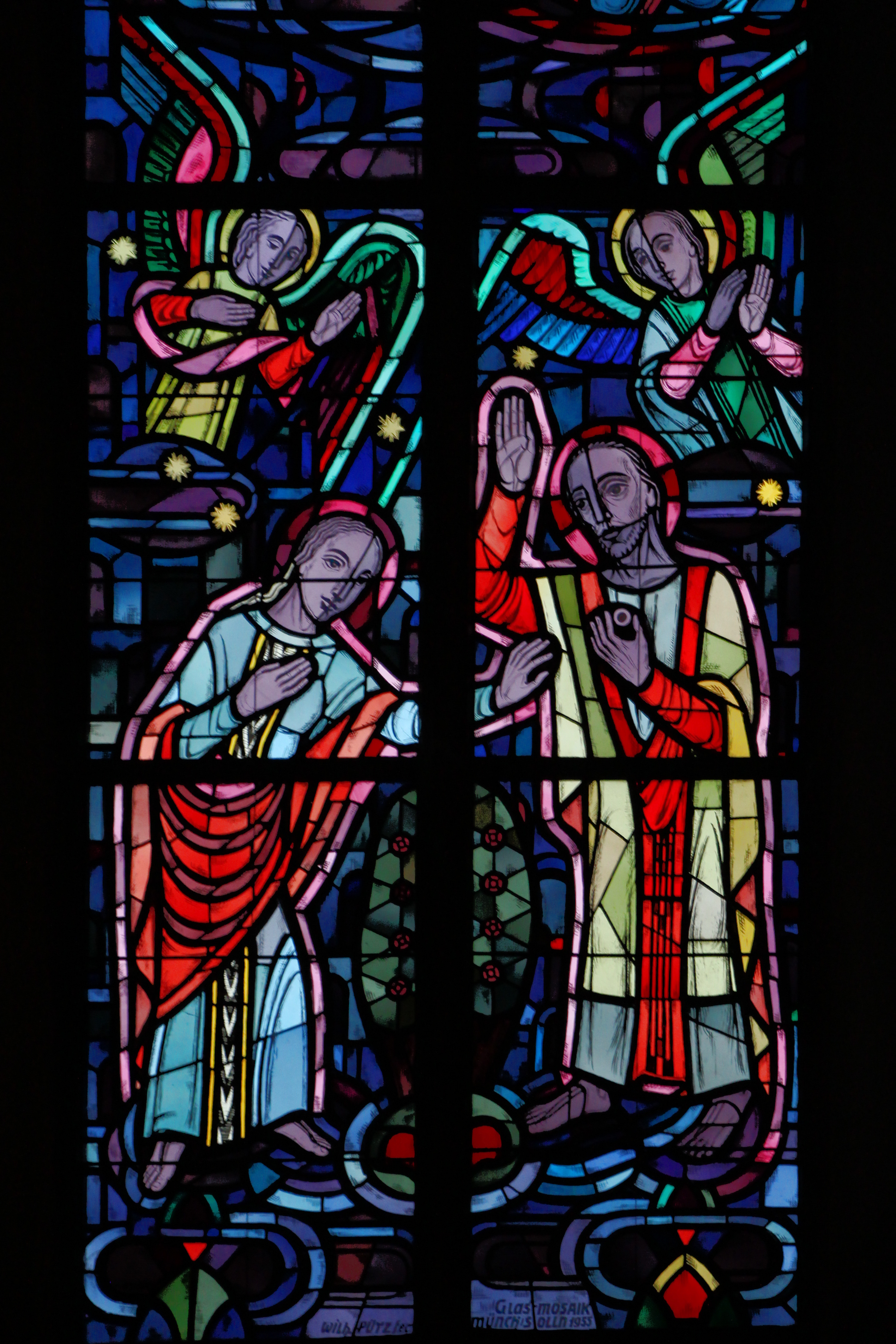
Fenster in der Marienkirche Kaiserslautern mit Signatur von Wilhelm Pütz

- Mosaik-Altarbilder in St. Heinrich, Bamberg (1934)
- Chorfenster der St.-Marien-Kirche in Remscheid (um 1935)[4]
- Marienaltar der Pfarrkirche Zum Kostbaren Blut in Marquartstein (1937)[5]
- Kreuzweg in 15 Tafeln in der kath. Kirche St. Leopold (Hildburghausen) (1940/41)[6]
- Bildfenster in St. Johann Baptist (Solln) (1946–1947)
- Wiederherstellung der zerstörten Fenster der Herz-Jesu-Kirche (Augsburg) (1947)
- Bildfenster der Marienkirche Kaiserslautern (1952–1954)